# Les Chasseurs de rêves
Les Chasseurs de rêves (The Dream Hunters) est un album illustré sorti en 1999 chez DC Comics et en 2003 chez Norma éditeur en France. Le scénario est de Neil Gaiman et les dessins sont de Yoshitaka Amano. Le livre est un hors-série autonome de la série Sandman du même Neil Gaiman, et l'histoire est, d'après la postface du livre, inspirée des Vieux contes de fées japonais de Yei Theodora Ozaki et remaniée pour cadrer dans l'univers du Sandman. Dans un billet sur son blog en décembre 2007, Gaiman écrit « J'ai appris sur Wikipédia que Les Chasseurs de rêves était inspiré des Contes étranges du studio du bavard de Pu Songling. Je me suis alors dit qu'il faudrait que je les lise. ».
Les Chasseurs de rêves a reçu en 2000 le prix Bram Stoker 1999 du meilleur récit illustré et le Prix Eisner du meilleur livre consacré à la bande dessinée. 
Pour le 20e anniversaire de Sandman, Neil Gaiman a annoncé au Comic-Con 2007 que P. Craig Russell allait adapter Les Chasseurs de rêves en comics.